# Sulfadossina
La  sulfadossina  o sulfadoxina è un principio attivo utilizzato contro la malaria nel campo della profilassi.

## Indicazioni
È un antibiotico sulfamidico utilizzato nella profilassi antimalarica (Plasmodium falciparum), in combinazione con la Pirimetamina. Tale combinazione prende il nome di Fansidar ed il suo uso si estende anche ad altre malattie protozoarie (Leishmaniosi e Toxoplasmosi acuta).

## Controindicazioni
L'uso di tale principio attivo è altamente tossico, fra le varie controindicazioni mortali vi è la sindrome di Stevens-Johnson.

## Dosaggi
- Adulti, 3 compresse della combinazione 25 mg di Pirimetamina e 500 mg di Sulfadossina, PO in mono-somministrazione, nelle forme di malaria non complicata.
- Bambini, <1 anno di età: 0.25 cp PO una volta
- Bambini 1-3 anni: 0.5 cp PO una volta
- Bambini 4-8 anni: 1 cp PO una volta
- Bambini 9-14 anni: 2 cp PO una volta

## Farmacodinamica
La Sulfadoxina è un sulfamidico a lunga durata di azione.
La sua t½ è di circa 120 ore.

## Effetti indesiderati
Alcuni degli effetti indesiderati sono vomito, nausea, anoressia, anemia emolitica, dolore addominale, leucopenia.